# Don't Ask Me Why (chanson d'Elvis Presley)

Don't Ask Me Why est une chanson interprétée par Elvis Presley en 1958 dont les paroles et la musique ont été composées par Fred Wise et Ben Weisman. 

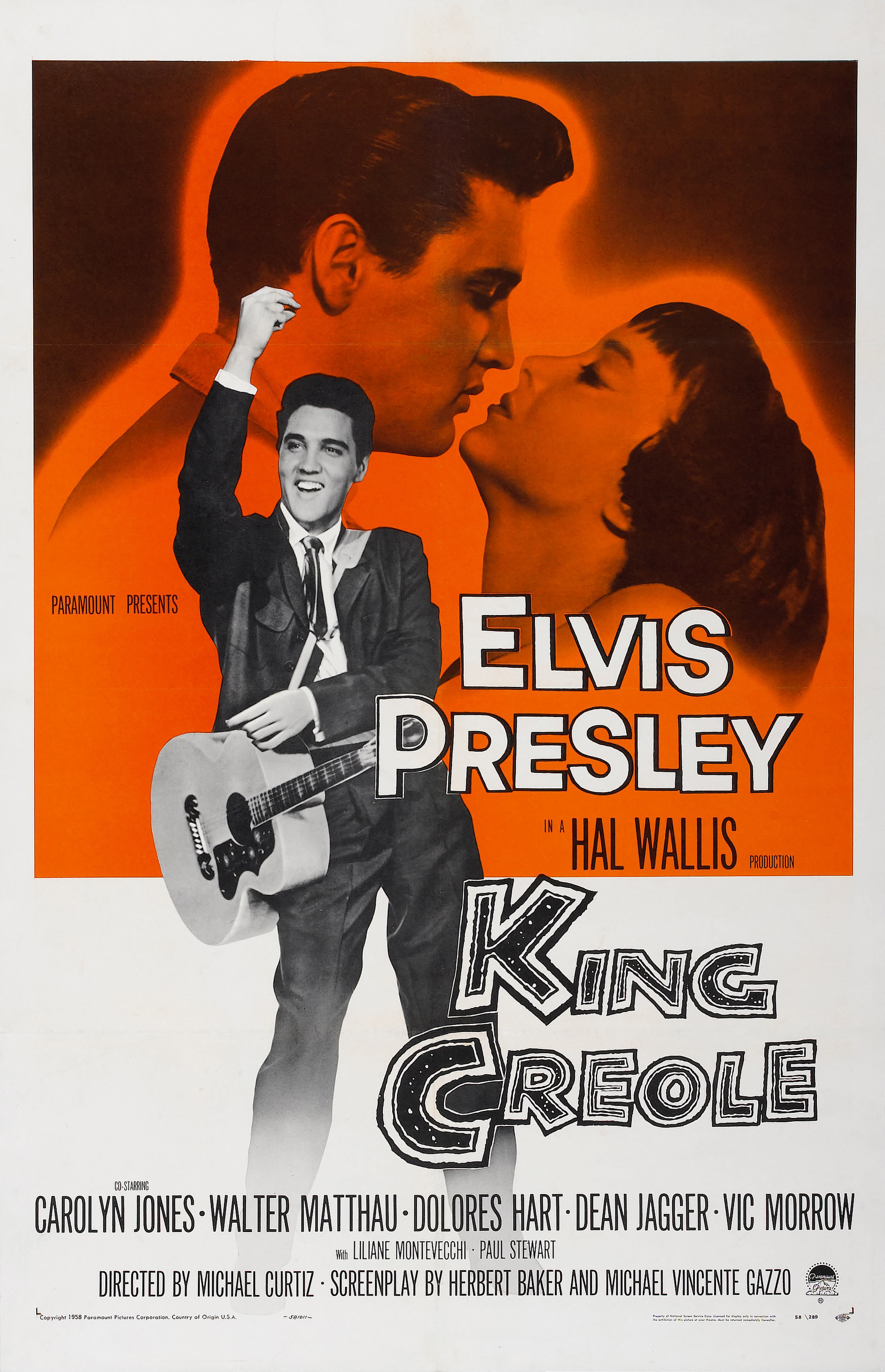
Don't Ask Me Why

Elle a été enregistrée par Elvis le 16 janvier 1958 pour le film King Creole avec Scotty Moore à la guitare, Bill Black à la basse, D.J. Fontana à la batterie et les Jordanaires pour les chœurs au Radio Recorders de Hollywood en Californie. Numéro de matrice originale j2pb 3610, piste 12. 
Cette chanson apparaît sur le single RCA Victor 47-7280 en face B et sortie en juin 1958, et sur l'album King Creole RCA LPM 1884 sortie en août 1958.